# وولکا کادووبسکا
وولکا کادووبسکا (به لاتین: Wólka Kadłubska) یک روستا در لهستان است که در گمینا رازانوو (شهرستان بیاووبژگی) واقع شده‌است.